# Thannhausen (Áustria)
Thannhausen é um município da Áustria, situado no distrito de Weiz, no estado da Estíria. Tem 33,43 km² de área e sua população em 2019 foi estimada em 2.439 habitantes.